# Qualificazioni al campionato mondiale maschile di pallamano 1961
Le qualificazioni al campionato mondiale maschile di pallamano 1961 qualificarono alla fase finale disputata in Germania Ovest 11 squadre.

## America
- Brasile[1]: qualificato.

## Asia
- Giappone: qualificato.

## Europa
- Islanda: qualificata.

### Girone Nord
| Squadra 1 | Squadra 2 | Risultato                  |
| --------- | --------- | -------------------------- |
| Danimarca | Finlandia | Næstved, 17 novembre 1960  |
| Danimarca | Finlandia | 26 - 15                    |
| Finlandia | Danimarca | Helsinki, 25 novembre 1961 |
| Finlandia | Danimarca | 23 - 24                    |
| Norvegia  | Danimarca | Oslo, 27 novembre 1961     |
| Norvegia  | Danimarca | 14 - 22                    |

|  | Pos. | Squadra   | Pt | G | V | N | P | GF | GS | DR  |
|  | ---- | --------- | -- | - | - | - | - | -- | -- | --- |
|  | 1.   | Danimarca | 6  | 3 | 3 | 0 | 0 | 72 | 52 | +20 |
|  | 2.   | Norvegia  | 0  | 1 | 0 | 0 | 1 | 14 | 22 | −8  |
|  | 3.   | Finlandia | 0  | 2 | 0 | 0 | 2 | 38 | 50 | −12 |

### Girone Ovest
| Squadra 1   | Squadra 2   | Risultato |
| ----------- | ----------- | --------- |
| Paesi Bassi | Lussemburgo | ?         |
| Paesi Bassi | Lussemburgo | 22 - 12   |
| Lussemburgo | Belgio      | ?         |
| Lussemburgo | Belgio      | 21 - 23   |
| Belgio      | Paesi Bassi | ?         |
| Belgio      | Paesi Bassi | 12 - 26   |

|  | Pos. | Squadra     | Pt | G | V | N | P | GF | GS | DR  |
|  | ---- | ----------- | -- | - | - | - | - | -- | -- | --- |
|  | 1.   | Paesi Bassi | 4  | 2 | 2 | 0 | 0 | 48 | 24 | +24 |
|  | 2.   | Belgio      | 2  | 2 | 1 | 0 | 1 | 35 | 47 | −12 |
|  | 3.   | Lussemburgo | 0  | 2 | 0 | 0 | 2 | 33 | 45 | −12 |

### Girone Sud
| Squadra 1  | Squadra 2  | Risultato                 |
| ---------- | ---------- | ------------------------- |
| Spagna     | Francia    | Madrid, 15 ottobre 1960   |
| Spagna     | Francia    | 12 - 12                   |
| Francia    | Portogallo | Bordeaux, 29 ottobre 1960 |
| Francia    | Portogallo | 16 - 7                    |
| Portogallo | Spagna     | Lisbona, 26 novembre 1960 |
| Portogallo | Spagna     | 16 - 18                   |
| Francia    | Spagna     | Parigi, 10 dicembre 1960  |
| Francia    | Spagna     | 17 - 9                    |
| Portogallo | Francia    | Porto, 28 dicembre 1960   |
| Portogallo | Francia    | 9 - 10                    |
| Spagna     | Portogallo | Madrid, 14 gennaio 1961   |
| Spagna     | Portogallo | 14 - 13                   |

|  | Pos. | Squadra    | Pt | G | V | N | P | GF | GS | DR  |
|  | ---- | ---------- | -- | - | - | - | - | -- | -- | --- |
|  | 1.   | Francia    | 7  | 4 | 3 | 1 | 0 | 55 | 37 | +18 |
|  | 2.   | Spagna     | 5  | 4 | 2 | 1 | 1 | 53 | 58 | -5  |
|  | 3.   | Portogallo | 0  | 4 | 0 | 0 | 4 | 45 | 58 | -13 |

### Girone Centrale A
| Squadra 1 | Squadra 2 | Andata                   | Ritorno                 | Totale  |
| --------- | --------- | ------------------------ | ----------------------- | ------- |
| Austria   | Svizzera  | Vienna, 11 dicembre 1960 | Basilea, 7 gennaio 1961 | 24 - 26 |
| Austria   | Svizzera  | 11 - 14                  | 13 - 12                 | 24 - 26 |

### Girone Centrale B
| Squadra 1  | Squadra 2 | Andata  | Ritorno | Totale  |
| ---------- | --------- | ------- | ------- | ------- |
| Jugoslavia | Ungheria  | ?       | ?       | 24 - 26 |
| Jugoslavia | Ungheria  | 11 - 14 | 13 - 12 | 24 - 26 |

### Girone Est A
| Squadra 1 | Squadra 2      | Andata  | Ritorno | Totale  |
| --------- | -------------- | ------- | ------- | ------- |
| Polonia   | Cecoslovacchia | ?       | ?       | 22 - 46 |
| Polonia   | Cecoslovacchia | 12 - 24 | 10 - 22 | 22 - 46 |

### Girone Est B
| Squadra 1        | Squadra 2 | Andata                | Ritorno                   | Totale  |
| ---------------- | --------- | --------------------- | ------------------------- | ------- |
| Unione Sovietica | Romania   | Mosca, 5 gennaio 1961 | Bucarest, 15 gennaio 1961 | 25 - 27 |
| Unione Sovietica | Romania   | 12 - 9                | 13 - 18                   | 25 - 27 |